# جنگجو (فیلم ۲۰۲۴)
جنگجو (به هندی: Yodha) یک فیلم اکشن و دلهره‌آور هندی محصول ۲۰۲۴ به کارگردانی ساگار آمبره و پوشکار اوجها با بازی سیدهارث مالهوترا، دیشا پاتانی و راشی خانا است.
جنگجو در ۱۵ مارس ۲۰۲۴ اکران شد. این فیلم ابتدا برای اکران در تاریخ ۷ ژوئیه ۲۰۲۳ برنامه‌ریزی شده بود.

## تولید
فیلمبرداری در ۲۷ نوامبر ۲۰۲۱ آغاز شد.